# Domek odźwiernego w Lublinie

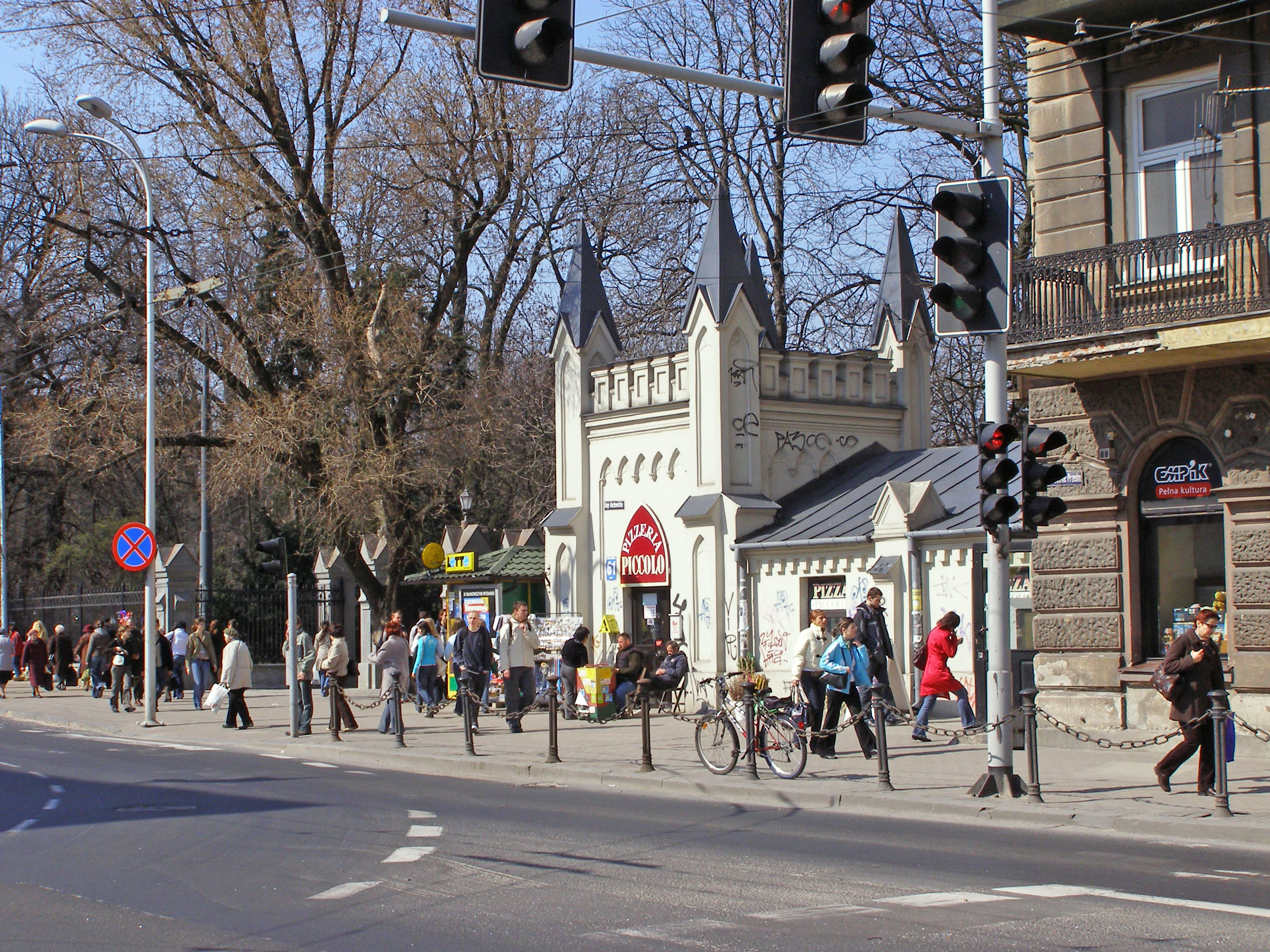
Domek odźwiernego, widok sprzed renowacji w 2009 r.

Domek odźwiernego – neogotycki domek przy ul. Krakowskie Przedmieście 61 w Lublinie, zaprojektowany w 1888 roku przez Mariana Jarzyńskiego. Budynek wraz z bramą stanowi wejście do Parku Saskiego.
W XIX wieku lubelski park otoczony był murowanym ogrodzeniem, a bramę wejściową do parku zamykano na noc. W późniejszych latach ogrodzenie zostało zburzone, a w domku urządzono sklep. Następnie, w połowie lat 60. XX wieku, budynek wydzierżawiła Lubelska Spółdzielnia Spożywców „Społem”, która przez wiele lat prowadziła w nim pizzerię Piccolo. Na początku w tym miejscu była tylko pijalnia wód i soków, natomiast pizzeria zaczęła działać około połowy lat 70. Od 8 kwietnia 2009 roku w zabytkowym budynku funkcjonuje, prowadzona wciąż przez LLS, kafejka „Domek Saski”. W lokalu wydzielono też miejsce na małą piekarnię.
W listopadzie 2007 roku rozpoczął się remont budynku. Zniknęły wówczas szpecące napisy, poprawiono dach, wymieniono okna i przeniesiono wejście z frontu na bok budynku, a zgodnie z zaleceniami konserwatora na elewacji położono specjalny wosk i pomalowano domek na jasnoszaro. Farba wzbogacona woskiem ma na celu ułatwienie usuwania ewentualnego graffiti. Zarząd Nieruchomości Komunalnych w Lublinie wydał wówczas na renowację 140 tys. zł.
Kolejna renowacja została przeprowadzona w roku 2009, kiedy to budynek przestał pełnić funkcję pizzerii, a zaczął prowadzić usługi piekarsko-cukiernicze. Zmianom uległ głównie wystrój lokalu.